# Rosa Maria Malet i Ybern
Rosa Maria Malet i Ybern ( Badalona, 1948 ) es una historiadora del arte, directora de la Fundació Joan Miró de Barcelona desde 1980 hasta su jubilación, en 2017 .
En 1975 se licenció en Filosofía y Letras, especializándose en Historia del Arte en la Universidad de Barcelona. Descubrió la obra de Joan Miró en 1968, durante la exposición de su obra que se realizó en el Hospital de la Santa Cruz de Barcelona y que Malet describe como "un descubrimiento y un gran evento". Empezó a trabajar en la Fundació Joan Miró el mismo año de su creación, en 1975, como ayudante de conservadora, y poco después como conservadora. Realizó el registro de las obras de los fondos de la Fundación. En casa de Joan Miró, trabajó en la ordenación y registro del fondo de obra gráfica que el artista tenía destinado a sus herederos. En 1980 se convirtió en la Directora de la Fundación.
En 2016 fue galardonada por su trayectoria profesional por la Asociación de Museólogos de Cataluña.
Es miembro del Comité ADOM (Association pour la Défénse de l'Oeuvre de Miró) y, como tal, responsable de emitir los certificados de autenticidad de la obra gráfica de Miró.
Su trabajo al frente de la Fundación Joan Miró fue reconocido en marzo de 2017 por el gobierno francés, que la galardonó con la insignia de caballero de la Orden Nacional del Mérito, una de las distinciones más importantes que se conceden en Francia a personas de cualquier lugar del mundo que han destacado por su trabajo en cualquier ámbito. En el caso de Malet, este reconocimiento fue concedido por su trabajo a favor del arte contemporáneo y de la difusión de la lengua y cultura francesas.
En 2018 recibió la Cruz de Sant Jordi "como decana en la dirección de los museos barceloneses".

## Exposiciones relevantes
Ha organizado diversas exposiciones sobre Joan Miró, entre otras:
- Joan Miró. 1893-1993, conmemorativa del centenario del artista. Fundación Joan Miró, Barcelona (1993)
- Miró en escena, Fundació Joan Miró, Barcelona (1994-95)
- Joan Miró: equilibrio en el espacio, Fundació Joan Miró, Barcelona (1997)[8]
- Joan Miró. Sentimiento, emoción, gesto , Fundación Joan Miró, Barcelona (2006-07)

Así como exposiciones relacionadas con el arte contemporáneo, entre otras:
- Marcel Duchamp, Fundación Joan Miró, Barcelona (1984)
- Peter Greenaway. La aventura de Ícaro , Fundación Joan Miró, Barcelona (1997)
- Mark Rothko, Fundación Joan Miró, Barcelona (2001)
- Rojo aparte. Arte contemporáneo chino , Fundación Joan Miró, Barcelona (2008)

## Libros publicados
Malet ha publicado diversas monografías sobre el artista. Entre ellas cabe destacar:
- Joan Miró, Edicions Polígrafa, Barcelona (1983). Reedición 2003.
- Obra de Joan Miró, Editor Fundació Joan Miró, Barcelona (1988)
- Joan Miró. Una biografia, Col·lecció Pere Vergés de biografies, Edicions 62, Barcelona (1992)
- Joan Miró. Apunts d'una col·lecció (Obras de la colección de la Gallery K. AG), Fundació Joan Miró, Barcelona (2003)[9]
- Joan Miró. Au-delà de la peinture, Fondation Marguerite et Aimé Maeght éditeur, Saint-Paul de Vence (2019)

También ha publicado varios artículos para catálogos de exposiciones temporales celebradas en museos como el Moderna Museet, el Louisiana Museum of Modern Art o el Museo Nacional de Arte de Cataluña, entre otros muchos.